# Rhopalomyia carolina
Rhopalomyia carolina är en tvåvingeart som beskrevs av Ephraim Porter Felt 1908. Rhopalomyia carolina ingår i släktet Rhopalomyia och familjen gallmyggor.
Artens utbredningsområde är North Carolina. Inga underarter finns listade i Catalogue of Life.